# 中村里砂
中村 里砂（なかむら りさ、1989年7月12日 - ）は、日本のファッションモデル、タレント、女優。東京都出身。FIRST AGENT所属。玉川大学芸術学部中退。身長160cm。血液型A型。
歌手・俳優の中村雅俊と女優の五十嵐淳子夫妻の三女。兄は元俳優の中村俊太。

## 略歴
2010年からファッションモデルとして活動し、2013年からファッション雑誌『LARME』のレギュラーモデルを務める。
2014年に生島企画室に所属して芸能人2世であることを公表し、タレント活動を本格化させる。
2016年から株式会社クロスカンパニー「E hyphen world gallery BonBon」の総合プロデューサーを務め、ブランドコンセプトを一新してアイテムのラインナップ、生地選択、デザイン、店舗レイアウトなど全てを監修した。
2016年に『少女椿』で映画に初出演で初主演した。
2年間契約を半年延長して2018年7月末に「E hyphen world gallery BonBon」総合プロデューサーを終えた。
2019年に『カカフカカ -こじらせ大人のシェアハウス-』でテレビドラマに初出演した。

## 出演

### テレビドラマ
- カカフカカ -こじらせ大人のシェアハウス-（2019年4月26日 - 6月28日、MBS） - 栗谷あかり 役

### 映画
- 少女椿（2016年5月） - 主演・みどり 役[5]
- Diner ダイナー（2019年7月5日） - ウェイトレス 役

### ウェブテレビ
- 安室奈美恵ファッション総選挙 FASHION MOVIE BEST 50（2018年9月9日、AbemaTV）[9]

## 書籍

### 雑誌
- LARME（2013年[3] - 、徳間書店） - レギュラーモデル

### スタイルブック
- 中村里砂 FIRST STYLE BOOK RISADOLL（2015年5月23日、徳間書店）ISBN 978-4198639501[10]
- 中村里砂ビューティスタイルブック RISA BEAUTÉ（2016年10月24日、宝島社）ISBN 978-4800260833[11]

### ブランドカタログ
- Angelic Pretty LOOK BOOK（2014年夏号[12] - ） - レギュラーモデル